# Wolfgang Langenbeck
Wolfgang Langenbeck (Gottinga, 21 giugno 1899 – Rostock, 26 marzo 1967) è stato un chimico tedesco.
Noto per i suoi studi di catalisi organica, ha coniato il termine organocatalisi.

## Vita
Iniziò ad interessarsi alla chimica fin dal liceo, e studiò all'Università di Gottinga dal 1919 al 1923. Nel 1923 conseguì il PhD sotto la guida di Adolf Windaus con una tesi sulla sintesi degli imidazoli. Trascorse quindi periodi di studio e ricerca all'Università di Karlsruhe (ora Karlsruher Institut für Technologie) e all'Università Yale. In seguito dal 1926 al 1935 fu all'Università di Münster, dapprima come assistente e poi come direttore del laboratorio di chimica organica. Nel 1928 conseguì la libera docenza con uno studio sui catalizzatori organici. Nel 1940 si trasferì presso l'Università Tecnica di Dresda, e nel 1947 fu nominato professore di chimica organica all'Università di Rostock dove rimase fino al 1951. Nel 1949 fondò a Rostock l'istituto di ricerche sulla catalisi dell'Accademia delle Scienze della DDR, che diresse per molti anni. Dal 1951 al 1964 fu inoltre professore di chimica organica all'Università "Martin Lutero" di Halle-Wittenberg.

## Contributi
Langenbeck si è interessato principalmente dell'azione catalitica di sostanze organiche, mettendola in relazione con la chimica degli enzimi. 

## Opere
- (DE) W. Langenbeck, Die organischen Katalysatoren und ihre Beziehungen zu den Fermenten, Berlino, Springer, 1935.
- (DE) W. Langenbeck, Lehrbuch der organischen Chemie, Dresda, Steinkopf, 1938. La 21ª edizione ampliata fu pubblicata nel 1969.
- (DE) W. Langenbeck, Einführung in die organisch-technische Chemie, Dresda, Steinkopf, 1949.

## Riconoscimenti
Tra i riconoscimenti più significativi ricevuti da Langenbeck:
- 1952 membro dell'Accademia sassone delle scienze (Lipsia)
- 1953 membro dell'Accademia delle scienze delle DDR (Berlino)
- 1952 membro dell'Accademia Cesarea Leopoldina
- 1954 membro corrispondente dell'Heidelberger Akademie der Wissenschaften
- 1960 medaglia August Kekulé della Società Chimica della DDR